# Demarcació hidrogràfica

Demarcació Hidrogràfica és la zona terrestre i marines compostes per una o diverses conques hidrogràfiques veïnes i les aigües de transició, subterrànies i costaneres associades a aquestes conques. La conca hidrogràfica és la superfície de terreny el vessament superficial del qual flueix íntegrament a través d'una sèrie de corrents, rius i llacs eventuals cap al mar per una única desembocadura, estuari o delta.

## Demarcacions hidrogràfiques espanyoles
Les demarcacions hidrogràfiques espanyoles són clasificables de la següent manera:
- Demarcacions hidrogràfiques Intracomunitàries:

1. Demarcació Hidrogràfica de Galícia-Costa.
2. Demarcació Hidrogràfica de les Conques Internes del País Basc.
3. Demarcació Hidrogràfica de les Conques Internes de Catalunya.
4. Demarcació Hidrogràfica de les Conques Atlàntiques d'Andalusia.
5. Demarcació Hidrogràfica de les Conques Mediterrànies d'Andalusia.
6. Demarcació Hidrogràfica de les Illes Balears.
7. Demarcacions Hidrogràfiques de les Illes Canàries.

- Demarcacions hidrogràfiques amb conques Intercomunitarias situades en territori espanyol:

1. Demarcació Hidrogràfica del Guadalquivir.
2. Demarcació Hidrogràfica del Segura.
3. Demarcació Hidrogràfica del Xúquer.

- Demarcacions Hidrogràfiques corresponents a les conques hidrogràfiques compartides amb altres països:

1. Part espanyola de la Demarcació Hidrogràfica del Miño-Sil.
2. Part espanyola de la Demarcació Hidrogràfica del Cantàbric.
3. Part espanyola de la Demarcació Hidrogràfica del Duero.
4. Part espanyola de la Demarcació Hidrogràfica del Tajo.
5. Part espanyola de la Demarcació Hidrogràfica Guadiana.
6. Part espanyola de la Demarcació Hidrogràfica Ebre.
7. Part espanyola de la Demarcació Hidrogràfica Ceuta.
8. Part espanyola de la Demarcació Hidrogràfica Melilla.